# Eurysternus sulcifer
Eurysternus sulcifer är en skalbaggsart som beskrevs av Vladimir Balthasar 1939. Eurysternus sulcifer ingår i släktet Eurysternus och familjen bladhorningar. Inga underarter finns listade i Catalogue of Life.